# Culex johnnyi
Culex johnnyi är en tvåvingeart som beskrevs av Duret 1968. Culex johnnyi ingår i släktet Culex och familjen stickmyggor. Inga underarter finns listade i Catalogue of Life.